# Custard Pie

Custard Pie är en låt av Led Zeppelin på albumet Physical Graffiti från 1975. Låten är skriven av Robert Plant och Jimmy Page och innehåller många associationer till sexualitet. Exempelvis betyder Custard Pie i detta fall kvinnans könsorgan.